# (145451) 2005 RM43
(145451) 2005 RM43 — транснептуновый объект, расположенный в зоне рассеянного диска за пределами пояса Койпера. Обнаружен 9 сентября 2005 года группой учёных в обсерватории солнечных пятен Апаче-Пойнт, Нью-Мексико.
Объект был зафиксирован в архивах 106 раз в более чем 7 противостояниях, начиная с 1976 года. Его орбита хорошо определена, с классом точности 1.